# Scott Cuthbert
Scott James Cuthbert (ur. 15 czerwca 1987 w Alexandrii) – szkocki piłkarz występujący na pozycji obrońcy w klubie Stevenage F.C.

## Kariera klubowa

### Celtic F.C.
Jest wychowankiem szkockiego Celtiku. W 2003 roku podpisał zawodowy kontrakt.

#### Livingston F.C.
W 2006 roku został wypożyczony do Livingston F.C. W klubie rozegrał cztery spotkania i zdobył jedną bramkę.

#### St. Mirren F.C.
W 2008 roku został wypożyczony do St. Mirren F.C. Zadebiutował w zremisowanym 0:0 meczu z Kilmarnock F.C.. W drużynie Świętych wystąpił w 29 meczach.

### Swindon Town F.C.
13 lipca 2009 roku przeszedł do Swindon Town F.C. za kwotę 100 000 funtów. Zawodnik podpisał dwuletni kontrakt. W nowym klubie zadebiutował w przegranym 5:0 meczu z Gillingham F.C.. W drużynie rozegrał 96 spotkania w których zdobył 5 goli.

### Leyton Orient F.C.
W 2011 roku podpisał dwuletni kontrakt z klubem Leyton Orient F.C.. W drużynie zadebiutował w przegranym 1:0 meczu z Walsall F.C.. W klubie rozegrał 160 meczów w których strzelił 7 bramek.

### Luton Town F.C.
26 maja 2015 roku przeszedł do Luton Town F.C. Zawodnik podpisał dwuletni kontrakt. W klubie zadebiutował w zremisowanym 1:1 spotkaniu z Accrington Stanley F.C.. W drużynie zagrał w 111 spotkaniach i zdobył 4 gole.

### Stevenage F.C.
W 2018 roku podpisał dwuletni kontrakt z klubem Stevenage F.C.. W drużynie The Boro zadebiutował w zremisowanym 2:2 meczu z Tranmere Rovers F.C..

## Kariera reprezentacyjna
Był kapitanem reprezentacji Szkocji U-19. Występował również w reprezentacji do lat 20 i drużynie B.